# Simon Wells
Simon Finlay Wells, alternativt skriven som Simon Joseph Wells, född 19 oktober 1961 i Cambridge i Cambridgeshire, är en brittisk (engelsk) filmregissör av både animerade filmer och live-action-filmer. Han är sonsonson till författaren H.G. Wells och är mest känd för att ha regisserat filmerna Resan till Amerika – Fievel i vilda västern (1991), Balto (1995) och Prinsen av Egypten (1998).

## Filmografi

### Regissör
- 1991 – Resan till Amerika – Fievel i vilda västern
- 1993 – Rex och hans vänner
- 1995 – Balto
- 1998 – Prinsen av Egypten
- 2002 – The Time Machine
- 2011 – Milo mot Mars (Även författare)

### Berättelsekonstnär
- 2002 – Spirit – Hästen från vildmarken
- 2003 – Sinbad: Legenden om de sju haven
- 2005 – Madagaskar
- 2006 – På andra sidan häcken
- 2006 – Bortspolad
- 2007 – Shrek den tredje
- 2008 – Kung Fu Panda
- 2013 – Croodarna
- 2016 – Kung Fu Panda 3
- 2017 – The Lego Ninjago Movie
- 2020 – Croodarna 2: En ny tid
- 2022 – Mästerkatten 2
- 2023 – Ruby – Havsmonstret
- 2024 – Kung Fu Panda 4

### Ytterligare berättelsekonstnär
- 1998 – Antz
- 2000 – Vägen till El Dorado
- 2000 – Flykten från hönsgården
- 2004 – Shrek 2
- 2004 – Hajar som hajar
- 2011 – Kung Fu Panda 2
- 2019 – Draktränaren 3
- 2024 – Ultraman: Rising

### Andra krediter
| År   | Titel                           | Roll                           |
| ---- | ------------------------------- | ------------------------------ |
| 1988 | Vem satte dit Roger Rabbit      | övervakande animatör           |
| 1989 | Tillbaka till framtiden del II  | konsult: Framtiden             |
| 1990 | Tillbaka till framtiden del III | hjälp/tack                     |
| 2001 | Shrek                           | speciellt tack                 |
| 2004 | Polarexpressen                  | digital visuell konceptkonsult |
| 2008 | Kung Fu Panda                   | åtgärdssekvensövervakare       |